# Phylloxylon arenicola
Phylloxylon arenicola är en ärtväxtart som beskrevs av Du Puy, Labat och Brian David Schrire. Phylloxylon arenicola ingår i släktet Phylloxylon och familjen ärtväxter. IUCN kategoriserar arten globalt som akut hotad. Inga underarter finns listade i Catalogue of Life.